# Hedwig von Restorff
Hedwig von Restorff, auch Hedwig Ida Auguste von Restorff (vollständiger Name), später Hedwig Trendelenburg (* 14. Dezember 1906 in Berlin; † 6. Juli 1962 in Freiburg im Breisgau) war eine deutsche Ärztin und Psychologin und für ihre Entdeckung des Isolationseffekts, der den Namen Restorff-Effekt trägt, bekannt.

## Leben
Hedwig von Restorff besuchte die Universität Berlin, wo sie auch zum Dr. phil. und zum Dr. med. promoviert wurde. Von Restorff studierte und praktizierte Psychologie nach Gestaltpsychologie. Während ihrer psychologischen Karriere arbeitete von Restorff an der Universität Berlin als Postdoktorandin bei Wolfgang Köhler. Während ihrer Zeit an der Universität Berlin veröffentlichte von Restorff zwei Artikel. Der erste berührte ihre Ergebnisse der Isolationsparadigmenexperimente, die 1933 durchgeführt wurden, während der zweite gemeinsam mit Köhler verfasst wurde.

## Restorff-Effekt
Der Restorff-Effekt wurde erstmals von Hedwig von Restorff nachgewiesen. Der Effekt bezeichnet das Faktum, dass man sich an die sich von der Umgebung unterscheidenden Inhalte besser erinnern wird. Somit lässt sich dieser Effekt aus dem Prinzip der guten Gestalt ableiten. In der englischen Sprache wird dieses Phänomen auch als Von Restorff effect bezeichnet. Unterscheiden sich Inhalte einer Lernreihe ihrer Materialart nach voneinander, so werden diejenigen Aufgaben bzw. Glieder, welche sich ihrer Art nach von der Mehrzahl der anderen abheben (sogenannte isolierte Glieder), besser behalten als jene, welche ihrer Art nach der Mehrzahl der anderen gleichen (sogenannte homogene Glieder).

## 1933 Experimente
Hedwig von Restorff verwendete das Isolationsparadigma in den Experimenten, die in ihrer Arbeit aus dem Jahr 1933 enthalten waren. Ihre Verwendung des Isolationsparadigmas bestand darin, Interferenzeffekte weiter zu untersuchen. Trotz der Kritik an der Verwendung von unsinnigen Silben, die zu dieser Zeit in der psychologischen Gesellschaft zunehmen, widmete von Restorff die erste Seite ihres veröffentlichten Papiers der Verteidigung ihrer Wahl bei der Verwendung dieser Silben. Während ihres Studiums präsentierte von Restorff ihren Teilnehmern über einen Zeitraum von drei Tagen drei Listen mit Gegenständen. Am ersten Tag waren die Elemente auf der Liste alle nicht miteinander verbunden und bestanden aus fünf verschiedenen Arten von Materialien, die mit insgesamt acht Paaren endeten. Die Hälfte der Paare bestand aus unsinnigen Silben (homogenen Paaren), während die andere Hälfte die anderen vier Arten von Materialien (Zahlen, Wörter, Buchstaben, Symbole) darstellte.  An den nächsten zwei Tagen erhielten die Teilnehmer Listen, die einen isolierten Gegenstand unter homogenen Gegenständen enthielten. Das isolierte Element trat entweder an der zweiten oder dritten Position in der Liste auf. Die Teilnehmer erhielten spezifische Speicheranweisungen und wurden auf ihren Rückruf der gezeigten Gegenstände getestet.

## Publikationen
Hedwig von Restorff veröffentlichte zahlreiche Artikel und wissenschaftliche Beiträge:
- Über die Wirkung von Bereichsbildungen im Spurenfeld, Berlin, Springer, 1933
- Über Blutfarbstoffveränderungen nach Sulfanilamidderivaten, Berlin, 1940